# Aq Sunqur al-Bursuqi
Qasim ad-Daula Aq Sunqur al-Bursuqi (auch Aq Sonqor Bursuqî, † 26. November 1126 in Mossul) war ein türkischer Feldherr und Herrscher von Mossul als Vasall der Seldschuken.

## Leben
Aq Sunqur war ein freigelassener Militärsklave (mamlūk) des Emirs Bursuq ibn Bursuq und hatte sich dem Gefolge des Sultans Muhammad I. († 1118) angedient, den er seit 1105 als dessen Bevollmächtigter (shiḥna) am Hof des Kalifen zu Bagdad vertreten hat. Nachdem im Oktober 1113 der Emir von Mossul Scharraf ad-Din Maudud ermordet worden war, wurde Aq Sunqur vom Sultan in die Herrschaft über die Stadt eingesetzt und weiterhin als Atabeg mit der Aufsicht über den jüngeren Sultanssohn Masud betraut. Dazu erhielt er ar-Rahba am Euphrat als erbliches Lehen (iqṭāʿ). Damit wurde ihm auch der Oberbefehl im Kampf gegen die Franken (ǧihād) der Kreuzfahrerstaaten auferlegt.
Im Mai 1114 unternahm Aq Sunqur einen Feldzug gegen Edessa, dessen Umland er verwüstete und ausplünderte. Seinem Gefolge gehörte dabei unter anderem der junge Zengi († 1146) an. Danach wurde Aq Sunqur in eine Fehde mit den Ortoqiden verwickelt, von denen er 1116 in einer Feldschlacht geschlagen wurde. Im Januar 1125 konnte er dafür mit Zustimmung des Sultans den Ortoqiden die Herrschaft über Aleppo entreißen und die Herrscher von Homs und Damaskus zur Anerkennung seines Oberbefehls bewegen. Gegen die Franken unterlag er allerdings am 11. Juni 1125 in der Schlacht von Azaz, worauf er einen Waffenstillstand mit König Balduin II. abschloss. Im Herbst 1126 unternahm Aq Sunqur einen erneuten Angriff auf die Franken, hat diesen aber kampflos abgebrochen, nachdem sich ihm König Balduin II. mit seiner ganzen Heeresmacht entgegengestellt hat. Nachdem er seinen Sohn Izz ad-Din Masud († 1127) in Aleppo als Statthalter installiert hat, ist er nach Mossul zurückgekehrt, wo er am Tag seiner Rückkehr am 26. November 1126 in der großen Moschee von einem Assassinen erdolcht wurde. Gerüchten zufolge wurde der Anschlag im Auftrag des Herrschers von Damaskus, Tughtigin, verübt, der als Schutzherr der syrischen Assassinen galt und der auf diesem Weg die Oberhoheit Mossuls abschütteln wollte.
Izz ad-Din Masud beabsichtigte das ihm vom Sultan versprochene Erbe seines Vaters in Mossul anzutreten, doch starb er im Juli 1127 auf dem Weg dorthin in ar-Rahba. Sultan Mahmud II. betraute daraufhin den tatkräftigen Untergebenen von Aq Sunqur, Zengi, mit der Herrschaft in Mossul, der von dort ausgehend den Aufstieg seiner eigenen Dynastie (Zengiden) einleiten konnte.